# Glen Campbell: I'll Be Me
Glen Campbell: I'll Be Me es un documental estadounidense de 2014 sobre el cantante de música country Glen Campbell. Campbell y su amigo cercano Julian Raymond, el productor ejecutivo de la película, ganaron  premio Grammy, y estuvo nominado al Premio de la Academia para mejor canción original por el tema de la película «I'm Not Gonna Miss You».

## Historia
El director James Keach siguió a Campbell en su despedida musical. La película trata de la lucha de Campbell contra el Alzheimer. Durante la filmación, Campbell fue demandado por una compañía de producción de Los Ángeles que reclamó el haber roto un acuerdo para filmar un documental con ellos.
La película tuvo su estreno televisivo en CNN el 28 de junio de 2015.

## Recepción crítica
Rotten Tomatoes informa que la película ha recibido un 100% de aceptación de la crítica, con 26 reseñas positivas y ninguna negativa. Ann Hornaday de The Washington Post escribió: «I’ll Be Me es una experiencia inspiradora, invitando a la audiencia a ser testigo de la fortaleza, humor y fuerza espiritual de Campbell. Su historia puede haber creado una película difícil, pero a la vez es importante y triunfadora, también». Alissa Simon de Variety escribió «mezcla la intimidad con inquebrantables detalles médicos, conmovedoras imágenes y un estudio de su posición en la historia musical, a través de imágenes de archivo bien escogidas y entrevistas con otros icónicos intérpretes».

## Banda sonora
Anticipando el estreno de la película, Big Machine Records lanzaron una extensión de cinco canciones de la banda sonora. Una de las canciones, «I'm Not Gonna Miss You», es la grabación final en estudio de Campbell. La versión de la canción de la banda sonora «Gentle on My Mind» por The Band Perry fue lanzada como sencillo después de que la banda lo interpretara en los premios de la Asociación de Música Country retransmitida el 5 de noviembre de 2014.
Tim McGraw interpretó «I'm Not Gonna Miss You» en la ceremonia de la edición 87 de los Premios de Academia, donde la canción fue nominada como Mejor canción original. Es esta categoría la canción ganadora de la estatuilla fue «Glory».
El álbum debutó en el puesto 20 en Top Country Albums, 11 en el listado de bandas sonoras y 147 en Billboard 200, con 3 000 copias vendidas. La siguiente semana remontó al puesto 15 en Top Country Albums, al puesto 6 en el listado de bandas sonoras y 103 Billboard 200.  El álbum ha vendido 23 100 copias a de julio de 2015.

### Lista de canciones
| Pistas de la versión extendida de la banda sonora de Glen Campbell: I'll Be Me |                                                   |                               |                 |          |  |
| N.º                                                                            | Título                                            | Música                        | Intérprete      | Duración |  |
| 1.                                                                             | «I'm Not Gonna Miss You»                          | Glen Campbell, Julian Raymond | Glen Campbell   | 2:58     |  |
| 2.                                                                             | «Gentle on My Mind»                               | John Hartford                 | The Band Perry  | 3:11     |  |
| 3.                                                                             | «Home Again»                                      | Jesse Hodges, Larry Rintye    | Ashley Campbell | 2:54     |  |
| 4.                                                                             | «Wichita Lineman» (En vivo en el Auditorio Ryman) | Jimmy Webb                    | Glen Campbell   | 4:11     |  |
| 5.                                                                             | «A Better Place» (En vivo en el Auditorio Ryman)  | Glen Campbell, Julian Raymond | Glen Campbell   | 2:38     |  |
| 15:52                                                                          |                                                   |                               |                 |          |  |

La banda sonora completa consta de 10 pistas y su lanzamiento fue el 17 de febrero de 2015.
| Pistas de la banda sonora de Glen Campbell: I'll Be Me |                                                   |                               |                                     |          |  |
| N.º                                                    | Título                                            | Música                        | Intérprete                          | Duración |  |
| 1.                                                     | «I'm Not Gonna Miss You»                          | Glen Campbell, Julian Raymond | Glen Campbell and the Wrecking Crew | 2:58     |  |
| 2.                                                     | «Gentle on My Mind»                               | John Hartford                 | The Band Perry                      | 3:40     |  |
| 3.                                                     | «Remembering»                                     | Ashley Campbell, Kai Welch    | Ashley Campbell                     | 3:58     |  |
| 4.                                                     | «All I Need Is You»                               | Glen Campbell, Julian Raymond | Glen Campbell                       | 4:00     |  |
| 5.                                                     | «The Long Walk Home»                              | Glen Campbell, Julian Raymond | Glen Campbell                       | 2:20     |  |
| 6.                                                     | «Wichita Lineman» (En vivo en el Auditorio Ryman) | Jimmy Webb                    | Glen Campbell                       | 4:11     |  |
| 7.                                                     | «A Better Place» (En vivo en el Auditorio Ryman)  | Glen Campbell, Julian Raymond | Glen Campbell                       | 2:38     |  |
| 8.                                                     | «Gentle on My Mind» (Versión sencillo)            | John Hartford                 | The Band Perry                      | 3:11     |  |
| 9.                                                     | «Home Again»                                      | Jesse Hodges, Larry Rintye    | Ashley Campbell                     | 2:54     |  |
| 10.                                                    | «I'm Not Gonna Miss You» (Versión sencillo)       | Glen Campbell, Julian Raymond | Glen Campbell                       | 2:58     |  |
| 31:38                                                  |                                                   |                               |                                     |          |  |